# 坡普竹叶青蛇
坡普竹叶青蛇（学名：Popeia popeiorum）也称坡普蝮，一种分布于印度东部、缅甸、老挝、泰国等地区的毒蛇，隶属于蝰科坡普蝮属。

## 分类变动
本种原属于广义的竹叶青属 Trimeresurus (sensu lato)。2004年，英国班戈大学的阿妮塔·马尔霍特拉（Anita Malhotra）和罗杰·S·索普（Roger S Thorpe）结合半阴茎形态、鳞片特征和分子生物学证据，对广义的竹叶青属进行了系统学研究，认为广义的竹叶青属不是一个单系，恢复3属，新建了坡普蝮属等3属。本种被划入坡普蝮属。但是也有学者认为被拆分和新建的诸属实际上是竹叶青属的亚属。目前很多资料又将本种归入竹叶青属。

## 保护
本种于2023年被收录入《有重要生态、科学、社会价值的陆生野生动物名录》。